# The Reunion (album)
The Reunion is het tweede studioalbum van het Amerikaanse Hip-Hop duo Capone-N-Noreaga, bestaande uit N.O.R.E. en Capone. Hoewel het album absoluut niet zo positief ontvangen werd als hun eerste, The War Report, kreeg het album toch redelijke kritieken, zoals 4 sterren van Rolling Stone magazine.

## Tracklist
| Nr. | Titel                                                | Producer(s)                                                               | Duur |
| --- | ---------------------------------------------------- | ------------------------------------------------------------------------- | ---- |
| 1.  | Intro - Change is Gonna Come (featuring Carl Thomas) | Rush                                                                      | 2:20 |
| 2.  | Phonetime (skit)                                     |                                                                           | 0:33 |
| 3.  | Phonetime                                            | L.E.S.                                                                    | 4:06 |
| 4.  | Queens (featuring Complexions)                       | The Alchemist                                                             | 4:06 |
| 5.  | Invincible                                           | DJ Premier                                                                | 3:44 |
| 6.  | Bang, Bang (featuring Foxy Brown)                    | The Alchemist                                                             | 4:28 |
| 7.  | Gangsta (skit)                                       | Kyze                                                                      | 1:06 |
| 8.  | Y'all Don't Wanna                                    | Kenya "Fame Flames" Miller & Nokio "The N-Tity"                           | 4:28 |
| 9.  | Shows! (Interlude) (featuring Timbo)                 | Timbo                                                                     | 1:18 |
| 10. | Straight Like That (featuring Final Chapter)         | Jewellz                                                                   | 4:47 |
| 11. | All We Got Is Us                                     | EZ ElPee                                                                  | 4:26 |
| 12. | Brothers (featuring Goldfingaz & Troy Outlaw)        | Mike "Mr. Fortune" Fortunato, Omar "Amarreto" Glover & Tony "T-Lo" Aviles | 4:01 |
| 13. | B EZ (featuring Nas)                                 | L.E.S.                                                                    | 3:56 |
| 14. | Gunz in tha Air                                      | Havoc                                                                     | 4:08 |
| 15. | Wet Willie (skit)                                    |                                                                           | 1:18 |
| 16. | Full Steezy                                          | SPK                                                                       | 4:21 |
| 17. | Queens’ Finest (featuring Mobb Deep & Final Chapter) | Havoc                                                                     | 4:25 |
| 18. | You Can't Kill Me                                    | Dame Grease                                                               | 4:07 |
| 19. | Don't Know Nobody (featuring Musaliny-N-Maze)        | Chris Liggio & Lord Finesse                                               | 4:24 |
| 20. | Hey, Y'All (featuring Final Chapter)                 | DJ Scratch                                                                | 4:16 |

## Samples
- "Bang Bang"
  - "Abstract Atmospheric" van Anthony Phillips
- "B EZ"
  - "Theme From "The Night Visitor" van Henry Mancini
- "Intro: A Change Is Gonna Come"
  - "A Change Is Gonna Come" van Sam Cooke
- "Invincible"
  - "Hey Boy Over There" van Jimmie and Vella
  - "T.O.N.Y. (Top Of New York) van Capone-N-Noreaga
- "Phonetime"
  - "Julie's Theme" van John Frizzell
- "Queens"
  - "Living Is Good" van Wendy Waldman
- "Straight Like That"
  - "Symphony No. 25" van Wolfgang Amadeus Mozart
- "Full Steezy"
  - "Islands in the Stream" van Kenny Rogers and Dolly Parton
- "Gunz & Cash"
  - "Theme for the Losers" van Henry Mancini